# Saxby udde
Saxby udde (estniska: Saxby neem) är en udde på Ormsö i västra Estland, 100 km väster om huvudstaden Tallinn. Den tillhör Ormsö kommun och landskapet Läänemaa. Udden ligger på Ormsös västkust mot Hares sund (Hari kurk), på vars andra sida Dagö ligger. Strax söder om udden är Ormsö fyr belägen (Vormsi tuletorn eller Saxby tuletorn). Närmaste by är Saxby och huvudorten på Ormsö, Hullo, ligger 8 kilometer sydöst om Saxby udde. 